# Stanghella
Stanghella là một đô thị thuộc tỉnh Padova vùng Veneto, tọa lạc cách khoảng 60 km về phía tây nam của Venezia và cách khoảng 35 km về phía tây nam của Padova. Tại thời điểm ngày 31 tháng 12 năm 2004, đô thị này có dân số 4.474 người và diện tích 19,7 km².
Stanghella giáp các đô thị: Boara Pisani, Granze, Pozzonovo, Solesino, Vescovana.

## Thành phố kết nghĩa
- Jardin, Pháp (2002)